# Carl-Heinz Klubertanz
Carl-Heinz Klubertanz (* 13. August 1892 als Franz Karl Robert Klubertanz in Aschaffenburg; † 12. September 1975 in Garmisch-Partenkirchen) war ein deutscher Schauspieler, Regisseur und Theaterintendant, der auch in zahlreichen Stummfilmen auftrat.

## Leben
Der Sohn des Glasermeisters Robert Klubertanz und seiner Gattin Maria Ludovika, geb. Klimmer, wuchs in Frankfurt am Main auf, wo er auch Schauspielunterricht erhielt. Sein künstlerischer Schwerpunkt lag zeit seines Lebens auf der Bühne, wobei er gleichermaßen als Schauspieler und Regisseur tätig war. So inszenierte er beispielsweise 1938 am Berliner Renaissance-Theater Henrik Ibsens Hedda Gabler mit Hilde Hildebrand in der Titelrolle und übernahm dabei selbst den Part des Jørgen Tesman. Dieser Aufführung war eine Tournee mit dem Stück in dieser Besetzung unter Klubertanz’ Leitung durch verschiedene Großstädte vorausgegangen. Am 1. September 1946 übernahm Klubertanz als Intendant die Leitung des 1790 gegründeten Theaters in Freiberg, das als ältestes in ursprünglicher Form erhaltenes und kontinuierlich von einem städtischen Theaterensemble bespieltes Stadttheater der Welt gilt. Dabei gelang es ihm, der Bühne zu neuen Erfolgen zu verhelfen, ehe er in dieser Position durch Hela Gruel abgelöst wurde.
In der Zeit des Stummfilms übernahm Klubertanz zahlreiche Filmrollen. Er spielte in einigen Komödien unter der Regie von Heinrich Bolten-Baeckers wie Lottchens Heirat und war oft an der Seite der Schauspielerinnen Lisl Kehm, Hilde Hildebrand und Leona Bergere zu sehen. Daneben arbeitete er mit Eugen Burg (Scheidungs-Ehe), Adolf Trotz (Glanz gegen Glück) und Leo Peukert (Er, sie und der Dackel, Schwarzwaldkinder). Seine letzte Spielfilmproduktion war zugleich sein einziger Tonfilm – 1932 an der Seite Fee Maltens in Max Ehrlichs Revierkrank.
Seinen Lebensabend verbrachte Klubertanz zunächst in Berlin, wo er einige Jahre die Berliner Künstlerhilfe leitete, und schließlich in Garmisch-Partenkirchen.

## Filmografie (Auswahl)
- 1920: Ganz der Großpapa
- 1920: Lottchens Heirat
- 1920: Der Vorstadt-Caruso
- 1920: Der lustige Witwer
- 1920: Scheidungs-Ehe
- 1920: Lolos Vater
- 1920: Doktor Klaus
- 1920: Er, sie und der Dackel
- 1920: Armer kleiner Pierrot
- 1921: Das kommt von der Liebe
- 1921: Photographie und Liebe
- 1922: Es bleibt in der Familie
- 1922: Schwarzwaldkinder
- 1922: Raffinierte Frauen. 1.: Die Sektmieze
- 1922: Die Nacht in der schwarzen Maus
- 1922: Knoppchen und seine Schwiegermutter
- 1923: Glanz gegen Glück
- 1932: Revierkrank